# Osso temporal
Osso temporal é um osso par que forma as laterais do crânio ou têmporas. É um osso irregular e situa-se ínfero-lateralmente a caixa craniana.

## Localização
Situa-se na região lateral e inferior do crânio, constituem as paredes laterais do crânio e na sua cavidade timpânica localizam-se os três ossos da orelha média. A saliência óssea atrás da orelha chama-se processo mastoide. Este osso possui também um processo estiloide, importante para a articulação temporo-mandibular, uma vez que permite a protusão da mandíbula, um côndilo temporal onde se vai "encaixar" o processo condilar da mandíbula e uma cavidade glenoidea.

## Articulações
Está articulado com 5 ossos:
- Occipital;
- Parietal;
- Esfenoide;
- Mandíbula e;
- Zigomático (processo zigomático do temporal)

## Suturas

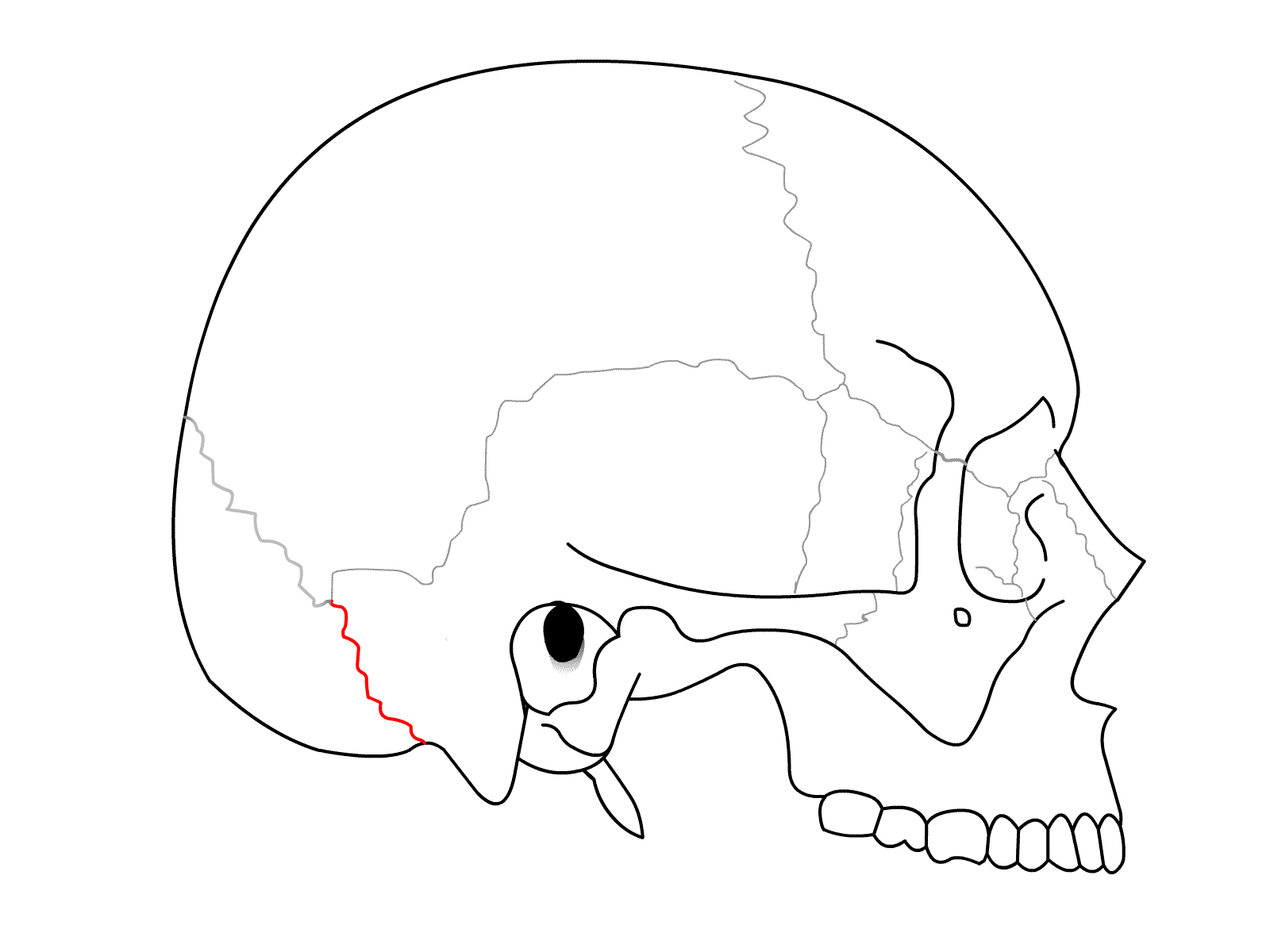
Sutura occipitomastoidea separa o osso occipital do mastoide do osso temporal.
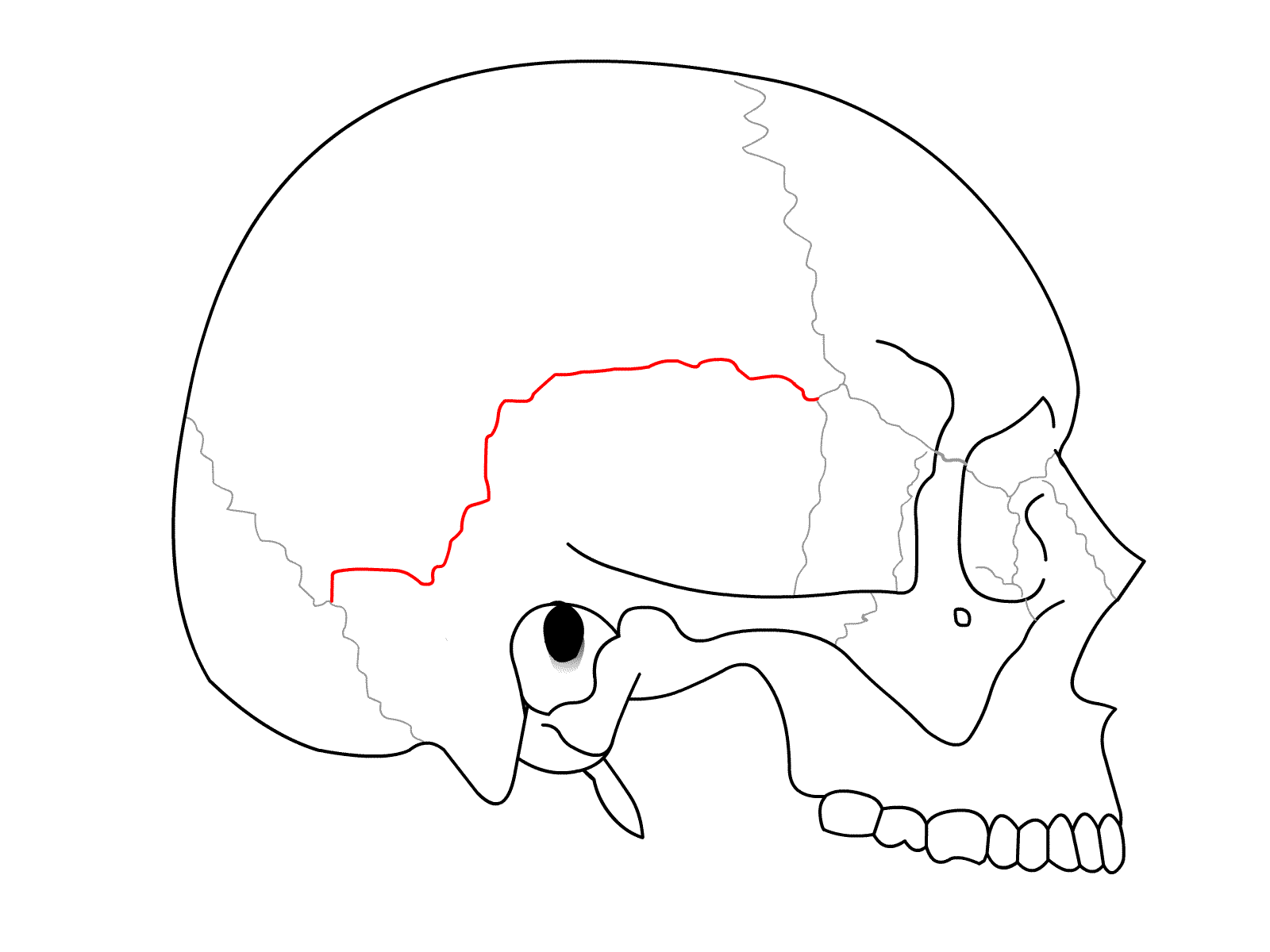
Sutura escamosa separa osso parietal e o escamoso do osso temporal.
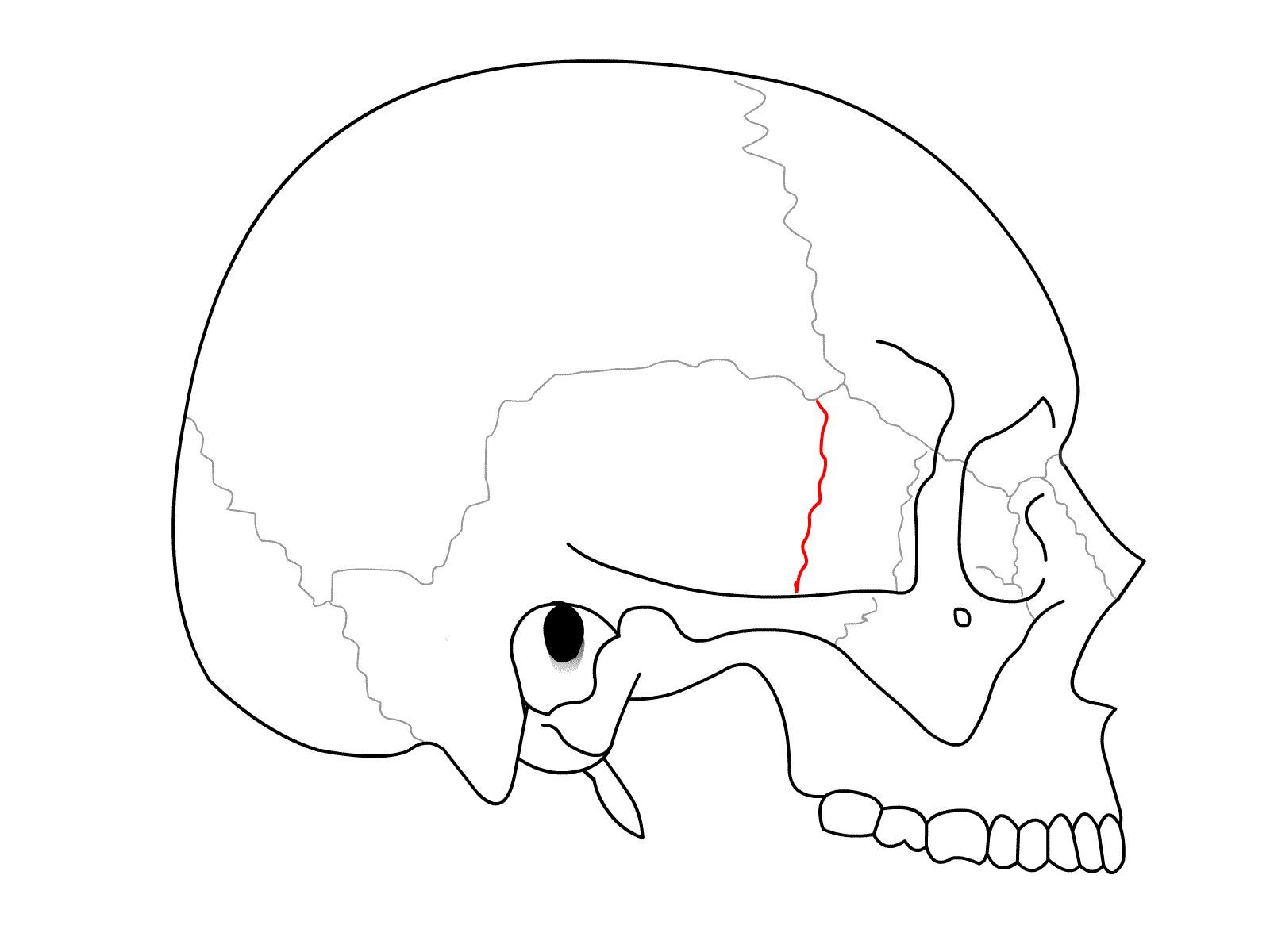
Sutura esfeno-escamosal separa o osso esfenoide e a escamoso do osso temporal.
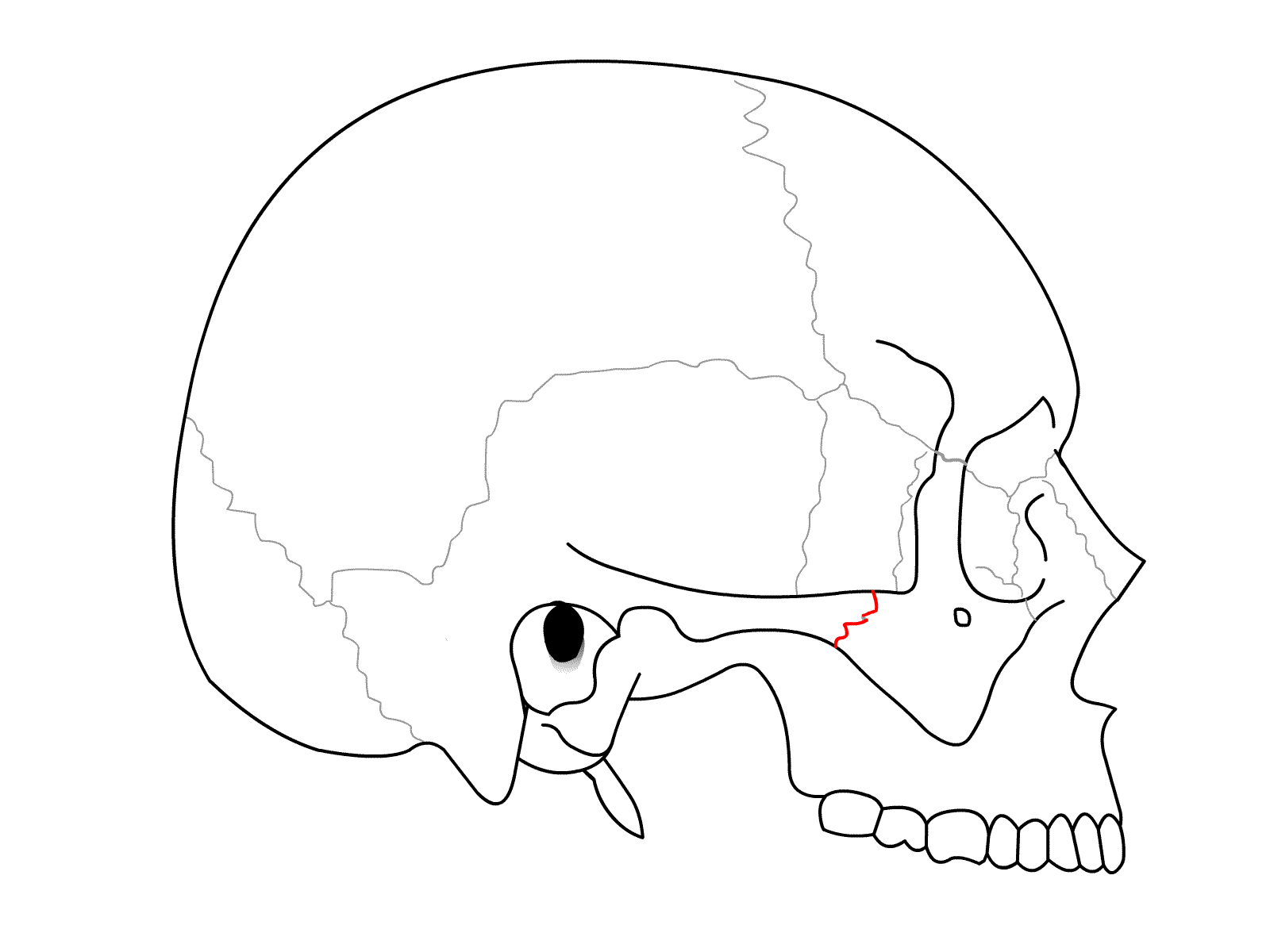
Sutura zigomática, separa o osso zigomático do processo zigomático do osso temporal.

## Imagens

Vista lateral do crânio.
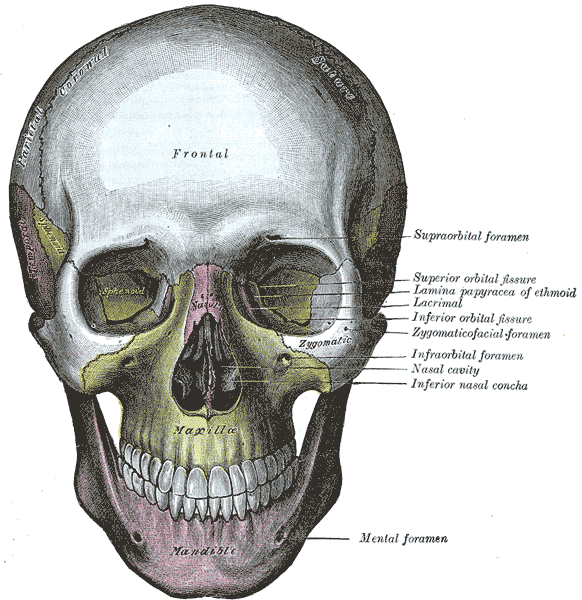
Crânio visto de frente.
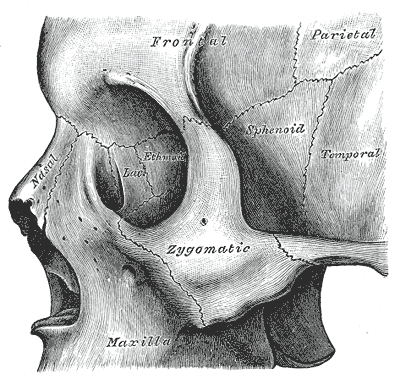
Close-up.
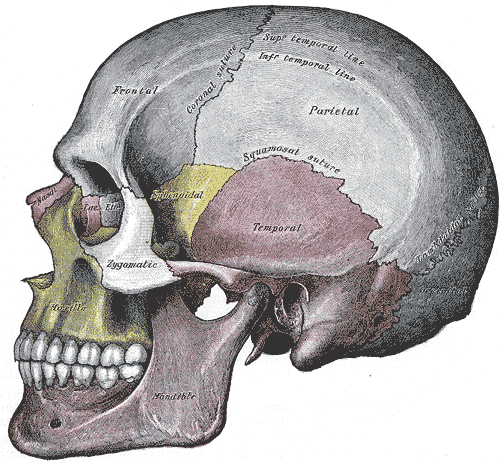
Vista lateral do crânio.
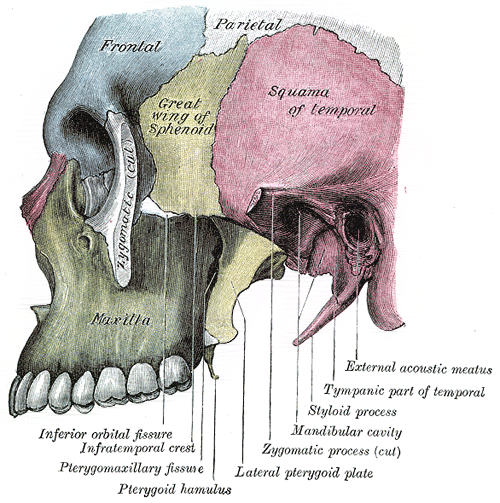
Esquerda fossa infratemporal.
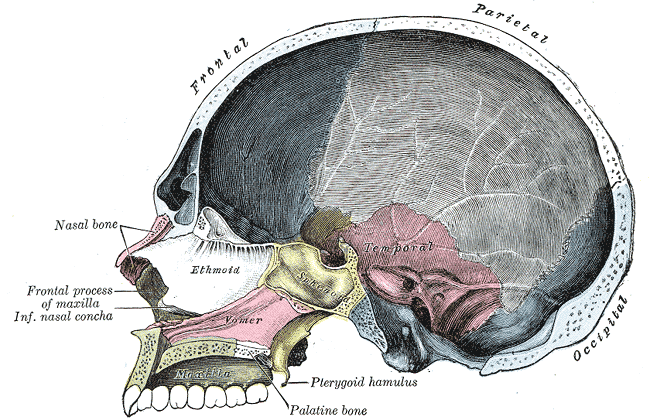
Corte sagital do crânio.
Articulação da mandíbula. Aspecto lateral.
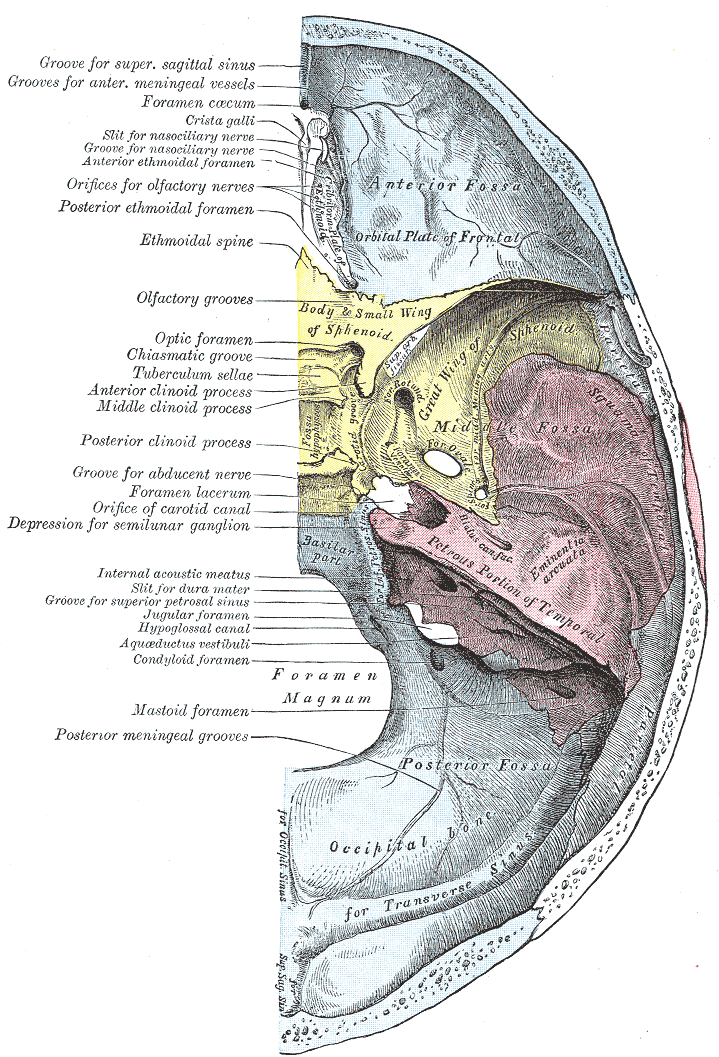
Base do crânio. Superfície superior.
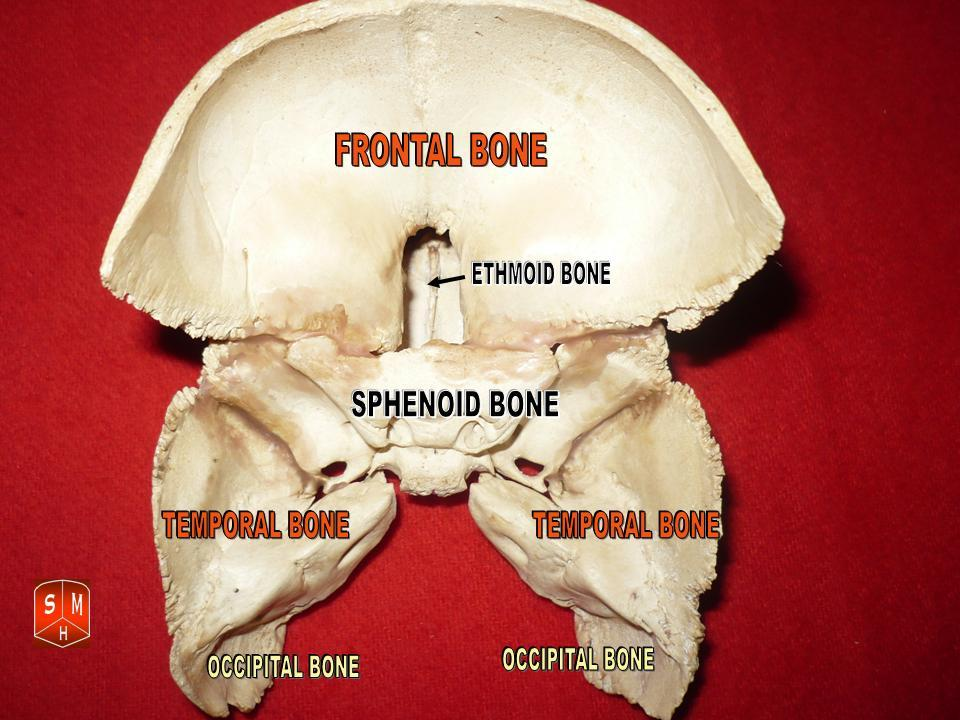
Ossos esfenoides e temporais.
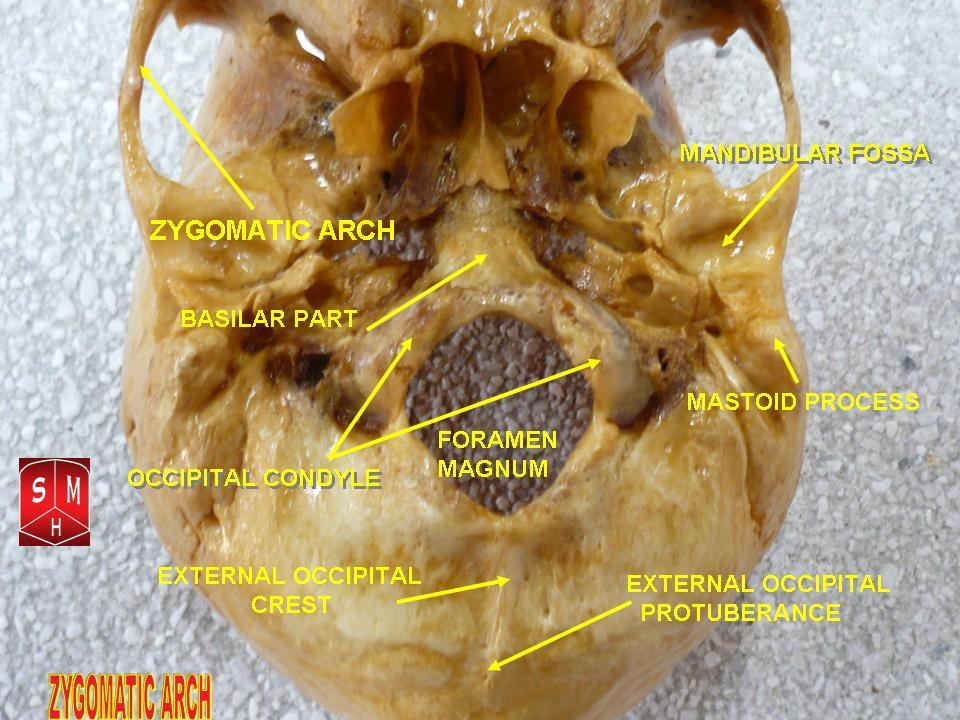
Arco zigomático.